# It's Called a Heart
«It's Called a Heart» (en español, Es llamado un corazón) es el décimo cuarto disco sencillo del grupo inglés de música electrónica Depeche Mode, correspondiente a su compilación The Singles 81-85 que se lanzó sólo en Europa, pero publicado también en América debido a que se incluye en la colección Catching Up With Depeche Mode para en ese lado del mundo, publicado en 7 y en 12 pulgadas en 1985.
Como lado B apareció el tema Fly on the Windscreen que se incluyó también en Catching Up With Depeche Mode. Ambos temas fueron compuestos por Martin Gore.
Alan Wilder consideró It's Called a Heart uno de los temas más débiles de Depeche Mode y declaró que hubiese sido mejor lanzar Fly on the Windscreen como lado A, por lo cual para "enmendar" el error se incluyó una nueva mezcla de Fly on the Windscreen en el álbum Black Celebration de 1986.

## Descripción
It's Called a Heart es un tema de amor alocado de DM, bastante insertado en la tendencia más pop que primeramente los diera a conocer.
Comienza con un efecto de percusión electrónica, como curiosidad casi idéntico al del tema Tora! Tora! Tora! también de Martin Gore, para al poco pasar a una melodía rápida también hecha sólo con sintetizadores, aunque lo que más llama la atención es el teclado de Alan Wilder en notación intermedia que simula muy efectivamente cuerdas graves y que persiste durante casi toda la canción, mientras la letra resulta en general bastante bobalicona.
Lo mejor que tiene es la musicalización, pues el sonido de DM poco a poco iba no endureciéndose sino de plano oscureciéndose, así que líricamente desentona mucho con lo que pudo haber llegado a ser el tema. Los propios integrantes de DM (Alan Wilder, Dave Gahan y Martin Gore especialmente) en repetidas ocasiones han declarado que siempre han buscado hacer música que se pueda cantar y bailar, aunque en el caso de It's Called a Heart aparentemente descuidaron un poco la letra por centrarse en las líneas melódicas.

## Formatos
En disco de vinilo
7 pulgadas Mute 7 Bong9  It's Called a Heart
| Lado A |                       |          |  |
| N.º    | Título                | Duración |  |
| 1.     | «It's Called a Heart» | 3:46     |  |

| Lado B |                         |          |  |
| N.º    | Título                  | Duración |  |
| 1.     | «Fly on the Windscreen» | 5:05     |  |

12 pulgadas Mute 12 Bong9  It's Called a Heart - Extended
| Lado A |                                  |          |  |
| N.º    | Título                           | Duración |  |
| 1.     | «It's Called a Heart» (Extended) | 7:20     |  |

| Lado B |                                    |          |  |
| N.º    | Título                             | Duración |  |
| 1.     | «Fly on the Windscreen» (Extended) | 7:50     |  |

12 pulgadas doble Mute D12 Bong9  It's Called a Heart – Fly on the Windscreen
Disco uno
| Lado 1 |                                  |          |  |
| N.º    | Título                           | Duración |  |
| 1.     | «It's Called a Heart» (Extended) | 7:50     |  |

| Lado 2 |                                    |          |  |
| N.º    | Título                             | Duración |  |
| 1.     | «Fly on the Windscreen» (Extended) | 5:46     |  |

Disco dos
| Lado 3 |                                  |          |  |
| N.º    | Título                           | Duración |  |
| 1.     | «It's Called a Heart» (Slow Mix) | 4:49     |  |

| Lado 4 |                                     |          |  |
| N.º    | Título                              | Duración |  |
| 1.     | «Fly on the Windscreen» (Death Mix) | 5:06     |  |

12 pulgadas Sire 0-20402  It's Called a Heart
| Lado A |                                       |          |  |
| N.º    | Título                                | Duración |  |
| 1.     | «It's Called a Heart» (Emotion Remix) | 6:48     |  |
| 2.     | «It's Called a Heart» (Emotion Dub)   | 5:33     |  |

| Lado B |                                       |          |  |
| N.º    | Título                                | Duración |  |
| 1.     | «Flexible» (Deportation Mix)          | 4:38     |  |
| 2.     | «Its Called a Heart» (Single version) | 3:48     |  |

En CD
En 1991 It's Called a Heart se realizó en formato digital dada su inclusión en la colección The Singles Boxes 1-3 de ese año.
| Mute CD Bong9 It's Called a Heart |                                     |          |  |
| N.º                               | Título                              | Duración |  |
| 1.                                | «It's Called a Heart»               | 3:48     |  |
| 2.                                | «Fly on the Windscreen»             | 5:04     |  |
| 3.                                | «It's Called a Heart» (Extended)    | 7:19     |  |
| 4.                                | «Fly on the Windscreen» (Extended)  | 7:49     |  |
| 5.                                | «Fly on the Windscreen» (Death Mix) | 5:08     |  |

## Vídeo promocional
El vídeo de It's Called a Heart fue dirigido por Peter Care, el segundo de los tres que dirigiera para el grupo, y al igual que aquellos muestra un concepto visual algo más pretencioso, al situar a DM en un campo de siembra entre largas y abundantes matas, contrastando al mismo tiempo con imágenes de objetos para percutir como pequeñas batería improvisadas, y cámaras de video en aquel inusual escenario campirano.
El vídeo se incluyó en la colección Some Great Videos también de 1985 y en Video Singles Collection de 2016, el cual marca su primera aparición en formato digital en un lanzamiento oficial de DM.

## En directo
La canción únicamente llegó a ser incluida en conciertos durante la gira Black Celebration Tour, tras de la cual fue por completo olvidada. Desde luego la interpretación en escenarios era meramente sintética, utilizando samplers de metales en lugar de percusiones reales como era frecuente con algunos otros temas de aquella época del grupo.